# Cholerzyn
Cholerzyn is een plaats in het Poolse district Krakowski, woiwodschap Klein-Polen. De plaats maakt deel uit van de gemeente Liszki en telt 940 inwoners.